# Cantonul Parentis-en-Born
Cantonul Parentis-en-Born este un canton din arondismentul Mont-de-Marsan, departamentul Landes, regiunea Aquitania, Franța.

## Comune
| Comune                 | Populație (1999) | Cod poștal | Cod INSEE |
| ---------------------- | ---------------- | ---------- | --------- |
| Biscarrosse            | 12 209           | 40600      | 40046     |
| Gastes                 | 583              | 40160      | 40108     |
| Parentis-en-Born       | 4 951            | 40160      | 40217     |
| Sainte-Eulalie-en-Born | 1 017            | 40200      | 40257     |
| Sanguinet              | 3 026            | 40460      | 40287     |
| Ychoux                 | 1 690            | 40160      | 40332     |